# Louis De Geer (1818-1896)
 For alternative betydninger, se Louis De Geer. (Se også artikler, som begynder med Louis De Geer)
Louis Gerard De Geer (født 18. juli 1818 i Finspång i Östergötlands län, Sverige, død 24. september 1896 i Skåne) var en svensk politiker, der var Sveriges første statsminister fra 1876 til 1880. 
Han var far til Louis De Geer (1854-1935).